# Temple Dule
 (mars 2021).
Si vous disposez d'ouvrages ou d'articles de référence ou si vous connaissez des sites web de qualité traitant du thème abordé ici, merci de compléter l'article en donnant les références utiles à sa vérifiabilité et en les liant à la section « Notes et références ».
Le temple Dule, aussi appelée temple de la joie solitaire (chinois simplifié : 独乐寺 ; chinois traditionnel : 獨樂寺 ; pinyin : dúlè sì), est un temple bouddhique situé à Tianjin en République populaire de Chine. 